# Mulm

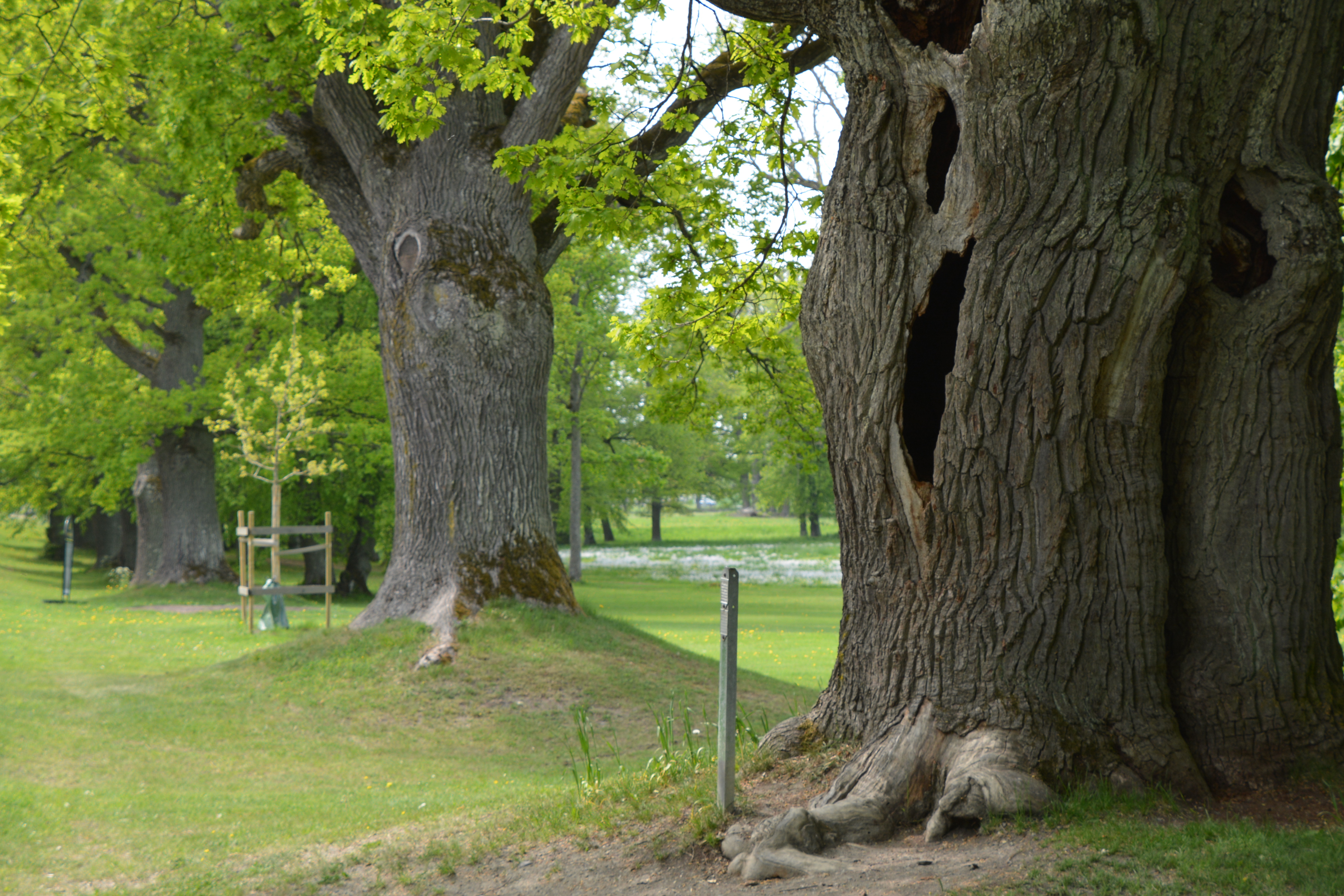
Ek från 1700-talet med mulmhål, Drottningholms slottspark

Mulm är det lösa material som ansamlas inuti ihåliga träd. Den består framför allt av lös, murken ved. Där finns också ofta exkrementer från vedlevande insekter, fåglar och fladdermöss, gamla fågelbon samt rester av döda djur. I mulmen lever en artrik och särpräglad fauna, bestående av bland annat skalbaggar, tvåvingar och klokrypare. Välkända arter är bland annat läderbagge, matt mjölbagge, mulmknäppare och gammelekklokrypare.
Träd med mulm kan kallas mulmträd.